# ابوبکر آدم
ابوبکر آدم (انگلیسی: Abo Baker Adam؛ زادهٔ ۱ ژانویهٔ ۱۹۸۸) بازیکن فوتبال اهل بحرین است.
وی همچنین در تیم ملی فوتبال بحرین بازی کرده‌است.